# Bill Auberlen

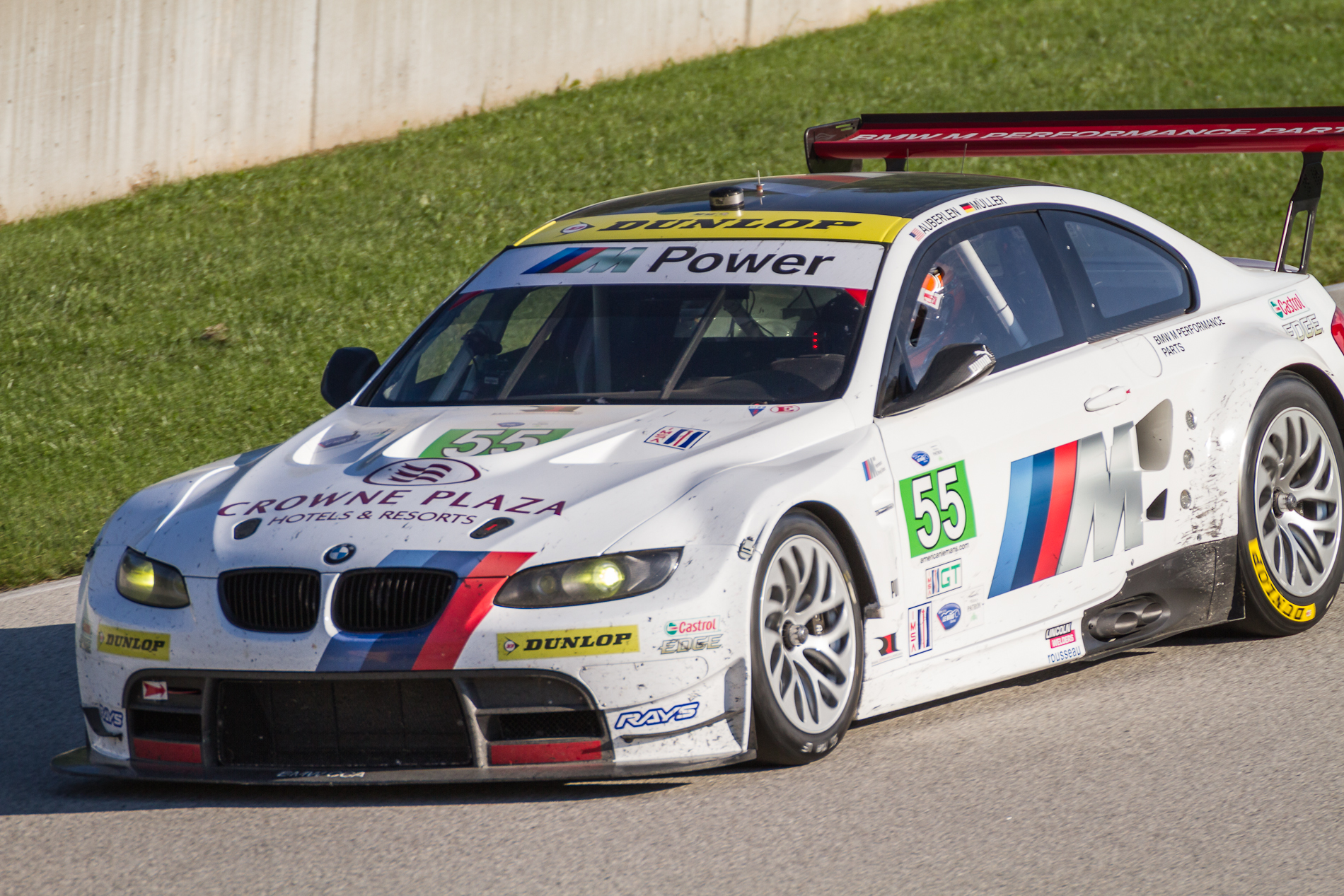
Bill Auberlen bei einer Demonstrationsrunde im BMW M3 GT2 2012

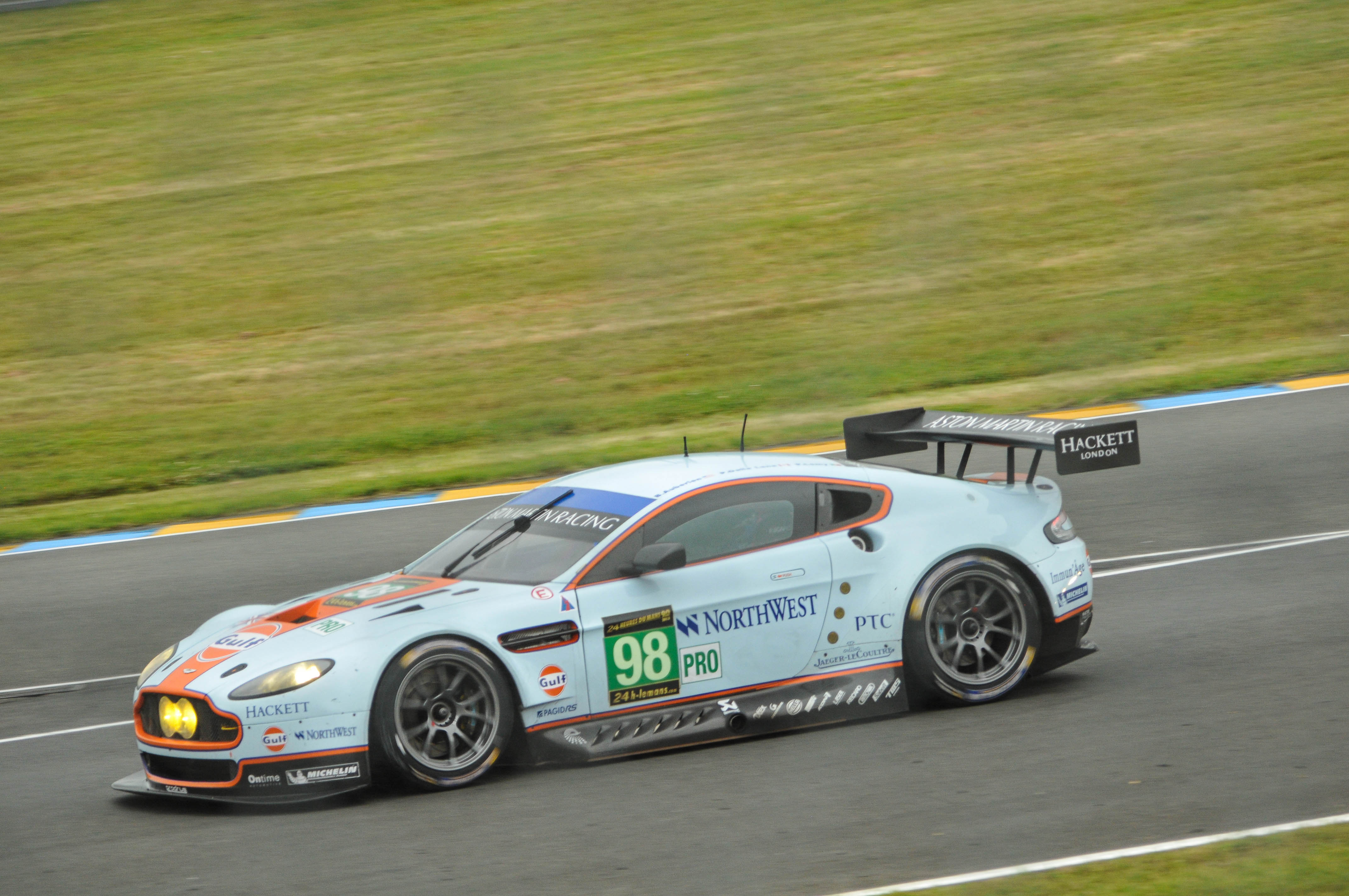
Der Aston Martin Vantage GTE von Pedro Lamy, Paul Dalla Lana und Bill Auberlen beim 24-Stunden-Rennen von Le Mans 2013

William Anthony „Bill“ Auberlen (* 12. Oktober 1968 in Redondo Beach) ist ein US-amerikanischer Autorennfahrer.

## Karriere im Motorsport
Bill Auberlen ist einer der erfolgreichsten US-amerikanischen Gran-Turismo- und Sportwagenpiloten. Bis zum Ablauf der Saison 2016 konnte er nicht weniger als 91 Gesamt- und Klassensiege feiern. Bei knapp 500 Rennstarts kam er 188 auf eines der Podien der jeweiligen Rennen (Gesamt- und Klassenwertungen).
Im Alter von fünf Jahren bekam er sein erstes Motorrad und fuhr während seiner Teenager-Jahre regelmäßig Motocross-Rennen. Mit dem professionellen Automobilsport begann er 1987 als Partner seines Bruders Gary in der IMSA-GTP-Serie. Beim ersten Antreten in Sebring wurde er mit den Bruder Gary und Karl Durkheimer auf einem Porsche 911 Siebzehnter in der Gesamtwertung und Zweiter in der GTU-Klasse. Die IMSA-GTP-Serie 1988 beendete der in der GTU-Klasse als Gesamtneunter, seine beste Platzierung in einer Meisterschaft in den 1980er-Jahren. In den frühen 1990er-Jahren war neben Porsche-Modellen ein Mazda RX-7 das Einsatzfahrzeug in der Serie, in der er 1995 Vizemeister in der GTS-2-Klasse wurde.
1995 versuchte er auch im Monopostosport Fuß zu fassen. Die drei Jahre in der Formel Atlantic blieben erfolglos. Seinen einzigen Meisterschaftserfolg in einer Monopostoserie war der Titel in der Peruvian Formula Three Championship 1996. 1997 war das entscheidende Jahr in Auberlen’s Karriere, als er einen Testfahrervertrag bei BMW unterschrieb. Ab 1998 wurde er zum Werksfahrer und ging für das deutsche Marke in den folgenden Jahren in allen Sportwagenserien an den Start, in dem BMW engagiert war. Er fuhr den BMW V12 LM in Le Mans und war bis zum Ablauf der Saison 2016 Einsatzfahrer im Team von Rahal Letterman Lanigan Racing. Bill Auberlen wurde zum erfolgreichsten BMW-Piloten im nordamerikanischen GT-Sport. Er feierte unzählige Klassensiege und gewann 2002 und 2004 Klassen-Gesamtwertungen der Grand-Am Sports Car Series.
2023 startete er zum 30-mal beim 12-Stunden-Rennen von Sebring und hält dort den Teilnahmerekord.

## Statistik

### Le-Mans-Ergebnisse
| Jahr | Team                | Fahrzeug                 | Teamkollege      | Teamkollege   | Platzierung | Ausfallgrund |
| ---- | ------------------- | ------------------------ | ---------------- | ------------- | ----------- | ------------ |
| 1998 | Gulf Team Davidoff  | McLaren F1 GTR           | Steve O’Rourke   | Tim Sugden    | Rang 4      |              |
| 1999 | David Price Racing  | BMW V12 LM               | Thomas Bscher    | Steve Soper   | Rang 5      |              |
| 2002 | Panoz Motorsports   | Panoz LMP01 Evo          | Gunnar Jeannette | David Donohue | Ausfall     | Motorschaden |
| 2005 | Panoz Motor Sports  | Panoz Esperante GT-LM    | Robin Liddell    | Scott Maxwell | Ausfall     | Motorschaden |
| 2013 | Aston Martin Racing | Aston Martin Vantage GTE | Paul Dalla Lana  | Pedro Lamy    | Ausfall     | Motorschaden |

### Sebring-Ergebnisse
| Jahr | Team                            | Fahrzeug              | Teamkollege       | Teamkollege         | Teamkollege | Platzierung             | Ausfallgrund    |
| ---- | ------------------------------- | --------------------- | ----------------- | ------------------- | ----------- | ----------------------- | --------------- |
| 1987 | SP Racing                       | Porsche 911           | Gary Auberlen     | Karl Durkheimer     |             | Rang 17                 |                 |
| 1988 | SP Racing                       | Porsche 911           | Gary Auberlen     | Adrian Gang         |             | Rang 28                 |                 |
| 1993 | Dibos Racing                    | Mazda MX-6            | Eduardo Dibos     |                     |             | Rang 33                 |                 |
| 1994 | Dibos Racing Team Peru          | Mazda MX-7            | Eduardo Dibos     | Les Lindley         |             | Rang 17                 |                 |
| 1995 | Alex Job Racing                 | Porsche 911           | Charles Slater    | Joe Cogbill         |             | Rang 12 und Klassensieg |                 |
| 1996 | Juan Dibos                      | Ford Mustang          | Eduardo Dibos     | Luis Mendez         |             | Rang 28                 |                 |
| 1997 | Prototype Technology Group      | BMW M3                | Javier Quiros     | Tom Hessert         | Derek Hill  | Rang 9 und Klassensieg  |                 |
| 1998 | Prototype Technology Group      | BMW M3                | Boris Said III    |                     |             | Rang 10 und Klassensieg |                 |
| 1999 | Price & Bscher                  | BMW V12 LM            | Steve Soper       | Thomas Bscher       |             | Ausfall                 | Unfall          |
| 2000 | BMW Motorsport                  | BMW V12 LMR           | Steve Soper       | Jean-Marc Gounon    |             | Rang 4                  |                 |
| 2001 | Prototype Technology Group      | BMW M3 E46            | Joey Hand         | Niclas Jönsson      |             | Ausfall                 | Motorschaden    |
| 2002 | Panoz Motor Sports              | Panoz LMP01           | David Donohue     | Bryan Herta         |             | Rang 8                  |                 |
| 2005 | Panoz Motor Sports              | Panoz Esperante GT-LM | Emanuele Naspetti | Robin Liddell       |             | Ausfall                 | Elektrik        |
| 2006 | BMW Team PTG                    | BMW M3 E46            | Joey Hand         | Ian James           |             | Ausfall                 | Getriebeschaden |
| 2007 | Panoz Team PTG                  | Panoz Esperante GT-LM | Joey Hand         | Tom Kimber-Smith    |             | Ausfall                 | Leck im Öltank  |
| 2009 | BMW Rahal Letterman Racing      | BMW M3 E92            | Joey Hand         |                     |             | Ausfall                 | Mechanik        |
| 2010 | BMW Rahal Letterman Racing Team | BMW M3 E92            | Tommy Milner      | Dirk Werner         |             | Rang 7                  |                 |
| 2011 | BMW Motorsport                  | BMW M3 E92 GT         | Augusto Farfus    | Dirk Werner         |             | Rang 12                 |                 |
| 2012 | BMW Team RLL                    | BMW E92 M3            | Jörg Müller       | Uwe Alzen           |             | Rang 21                 |                 |
| 2013 | BMW Team RLL                    | BMW Z4 GTE            | Jörg Müller       | Maxime Martin       |             | Rang 18                 |                 |
| 2014 | BMW Team RLL                    | BMW Z4 GTLM           | Joey Hand         | Andy Priaulx        |             | Rang 14                 |                 |
| 2015 | BMW Team RLL                    | BMW Z4 GTE            | Augusto Farfus    | Dirk Werner         |             | Rang 22                 |                 |
| 2016 | BMW Team RLL                    | BMW M6 GTLM           | Bruno Spengler    | Dirk Werner         |             | Rang 11                 |                 |
| 2017 | BMW Team RLL                    | BMW M6 GTLM           | Alexander Sims    | Kuno Wittmer        |             | Rang 12                 |                 |
| 2018 | BMW Team RLL                    | BMW M8 GTLM           | Alexander Sims    | Connor De Phillippi |             | Rang 11                 |                 |
| 2019 | Turner Motorsport               | BMW M6 GT3            | Robby Foley       | Dillon Machavern    |             | Ausfall                 | Motorschaden    |
| 2021 | Turner Motorsport               | BMW M6 GT3            | Robby Foley       | Aidan Read          |             | Rang 25                 |                 |
| 2022 | Turner Motorsport               | BMW M4 GT3            | Robby Foley       | Michael Dinan       |             | Rang 25                 |                 |
| 2023 | Turner Motorsport               | BMW M4 GT3            | Chandler Hull     | John Edwards        |             | Rang 20                 |                 |

### Einzelergebnisse in der FIA-Langstrecken-Weltmeisterschaft
| Saison | Team                | Rennwagen                | 1   | 2   | 3   | 4   | 5   | 6   | 7   | 8   |
| ------ | ------------------- | ------------------------ | --- | --- | --- | --- | --- | --- | --- | --- |
| 2012   | BMW Team RLL        | BMW E92 M3               | SEB | SPA | LEM | SIL | SAO | BAH | FUJ | SHA |
| 2012   | BMW Team RLL        | BMW E92 M3               | 21  |     |     |     |     |     |     |     |
| 2013   | Aston Martin Racing | Aston Martin Vantage GTE | SIL | SPA | LEM | SAO | AUS | FUJ | SHA | BAH |
| 2013   | Aston Martin Racing | Aston Martin Vantage GTE | DNF |     |     |     |     |     |     |     |